# Tejay van Garderen
Tejay van Garderen (Tacoma, Washington, 1988. augusztus 12. –)       amerikai országútikerékpár-versenyző, többszörös ifjúsági bajnok versenyző. 2021-ben visszavonult a versenyzéstől.

## Pályafutása

### A kezdetek
Tejay van Garderen 10 évesen kezdett el a kerékpározással foglalkozni. Juniorként 10 nemzeti bajnoki címet nyert országúti és cyclo-cross szakágban. Az első felnőtt versenyét 2008-ban, 18 éves korában futotta, a Kaliforniai körversenyen, ahol a 4. szakaszon esett ki. Ezen kívül több kisebb versenyen nyert még szakaszt ugyanebben az évben. Ekkor már profi szerződése volt a Rabobank kontinentális csapatában, innen igazolt 2010-ben a HTC-Columbiához.

### 2010
2010-ben került be a legjobbak körforgásába. Immáron a HTC-Columbia versenyzőjeként 2. lett a Török körversenyen, 3. a Dauphine Liberén (javarészt a két időfutamon nyújtott teljesítményének köszönhetően). A Tour del'Ain-on övé lett a fehér trikó. Élete első háromhetesén, a Vueltán szakaszt nyert, a Sevillában megrendezett csapatidőfutamon lett a leggyorsabb a csapatával. Ezen kívül a top 10-ben még egyszer sikerült végeznie, a 4. szakaszon haladt át hatodikként a célvonalon.

### 2011
A 2011-es szezonban 2. lett az Algarvei körverseny összetettjében, ő lett a legjobb fiatal versenyző a Kaliforniai körversenyben, ami az 5. helyhez volt elég. A Tour de France-on ő lett a legaktívabb versenyző a 8. szakaszon, így a következő szakaszon ő viselhette a piros rajtszámot és a pöttyös trikót. Az idén először kiírt USA Pro Cycling Challenge nevezetű versenyen ugyan ha szakaszt nem is nyert, de ő lett a fiatalok között a legjobb és összetettben a 3. helyen végzett.

## Sikerei
2008
- Tour de l'Avenir
  - 1., 9. szakasz

2009
- Olympia's Tour
  - 1., 1. szakasz (Csapatidőfutam)
  - 1., 5. szakasz
- Tour de l'Avenir
  - 2., 8. szakasz

2010
- Tour of Turkey
  - 2., Összetett versenyben
  - 2., 1. szakasz
  - 2., 4. szakasz
- 2010-es Critérium du Dauphiné
  - 3., Összetett versenyben
  - 2., Prológ

2011
- Tour of California
  -  25 év alattiak verseny győztese
- Tour of Utah
  - 1., 3. szakasz (Egyéni időfutam)
- USA Pro Cycling Challenge
  - 3., Összetett versenyben
  -  25 év alattiak verseny győztese